# Macaroeris
Macaroeris Wunderlich, 1992 è un genere di ragni appartenente alla famiglia Salticidae.

## Etimologia
Il nome è composto per la prima parte da Macaro-, nome collettivo che indica diversi arcipelaghi di isole dell'Oceano Atlantico, nei pressi delle coste portoghesi e nordafricane; la seconda parte del nome deriva dal genere Eris, sempre dei salticidi, con cui condivide vari caratteri morfologici.

## Distribuzione
Delle nove specie oggi note di questo genere ben 6 sono diffuse principalmente nell'areale della Macaronesia; M. asiatica è stata rinvenuta in varie località dell'Asia centrale, M. nidicolens ha l'areale più vasto, dall'Europa all'Asia centrale.
Inoltre M. flavicomis è endemica della sola Grecia.
In Italia è stata reperita una sola specie di questo genere, M. nidicolens

## Tassonomia
A maggio 2010, si compone di nove specie:
- Macaroeris albosignata Schmidt & Krause, 1996 — Isole Canarie
- Macaroeris asiatica Logunov & Rakov, 1998 — Asia centrale
- Macaroeris cata (Blackwall, 1867) — Madeira, Romania
- Macaroeris desertensis Wunderlich, 1992 — Madeira
- Macaroeris diligens (Blackwall, 1867) — Madeira, Isole Canarie
- Macaroeris flavicomis (Simon, 1884) — Grecia
- Macaroeris litoralis Wunderlich, 1992 — Isole Canarie
- Macaroeris moebi (Bösenberg, 1895) — Isole Canarie, Isole Selvagens (Canarie), Madeira, Cina
- Macaroeris nidicolens (Walckenaer, 1802)[3] — dall'Europa all'Asia centrale (presente in Italia)